# 아우렐리오스 조피로스
아테네의 아우렐리오스 조피로스(Aurelios Zopyros)는 393년에 테오도시우스 1세에 의하여 고대 올림픽이 금지당하기 전에 우승을 했다고 여겨지는 마지막 선수이다. 또한 그는 385년에 '주니어 복싱' 우승을 차지했다. 그의 형제인 에우카르피데스 또한 381년에 올림픽에서 우승한 팡크라티온 선수였다..